# Santa María el Palmar
Santa María el Palmar är en ort i Mexiko.   Den ligger i kommunen San Ildefonso Amatlán och delstaten Oaxaca, i den sydöstra delen av landet, 500 km sydost om huvudstaden Mexico City. Santa María el Palmar ligger 2 201 meter över havet och antalet invånare är 122.
Terrängen runt Santa María el Palmar är lite bergig. Runt Santa María el Palmar är det glesbefolkat, med 18 invånare per kvadratkilometer. Närmaste större samhälle är Miahuatlán de Porfirio Díaz, 16,9 km nordväst om Santa María el Palmar. I omgivningarna runt Santa María el Palmar växer i huvudsak blandskog.